# Futsalliga West 2017/18 (Frauen)
Die Futsalliga West 2017/18 war die dritte Saison der Futsalliga West, der höchsten Futsalspielklasse der Frauen in Nordrhein-Westfalen. Meister wurde der UFC Münster, der seinen Titel erfolgreich verteidigen konnte. Die Münsterranerinnen konnten alle Saisonspiele gewinnen und sicherten sich damit den dritten Meistertitel der Vereinsgeschichte. Neu in der Liga war die Mannschaft HSRW Kleve.

## Tabelle
| Pl.               | Verein               | Sp. | S  | U | N  | Tore    | Diff. | Punkte |
| ----------------- | -------------------- | --- | -- | - | -- | ------- | ----- | ------ |
| 1.                | UFC Münster (M)      | 14  | 14 | 0 | 0  | 142:100 | +132  | 42     |
| 2.                | UFC Paderborn        | 14  | 12 | 0 | 2  | 134:250 | +109  | 36     |
| 3.                | Fortuna Düsseldorf   | 14  | 6  | 2 | 6  | 046:660 | −20   | 20     |
| 4.                | Futsal Panthers Köln | 14  | 6  | 1 | 7  | 049:470 | +2    | 19     |
| 5.                | GTSV Essen           | 14  | 5  | 1 | 8  | 061:100 | −39   | 16     |
| 6.                | Futsalicious Essen   | 14  | 4  | 2 | 8  | 037:460 | −9    | 14     |
| 7.                | HSRW Kleve (N)       | 14  | 3  | 1 | 10 | 031:133 | −102  | 10     |
| 8.                | Holzpfosten Schwerte | 14  | 2  | 1 | 11 | 030:103 | −73   | 07     |
| Stand: Saisonende |                      |     |    |   |    |         |       |        |

| Zum Saisonende 2017/18: |                               |
| Meister: UFC Münster    |                               |
|                         |                               |
| Zum Saisonende 2016/17: |                               |
| (M)                     | Titelverteidiger: UFC Münster |